# Рагёзен
Рагёзен (нем. Ragösen) — община в Германии, в земле Саксония-Анхальт, входит в район Виттенберг, и подчиняется управлению Косвиг (Анхальт).
Население составляет 216 человек (на 31 декабря 2007 года). Занимает площадь 10,35 км².

## История
1 июля 2007 года коммуна Рагёзен территориально перешла из района Анхальт-Цербст в район Виттенберг.
1 июля 2009 года Рагёзен включён в городской округ Косвиг (Анхальт).

## Галерея

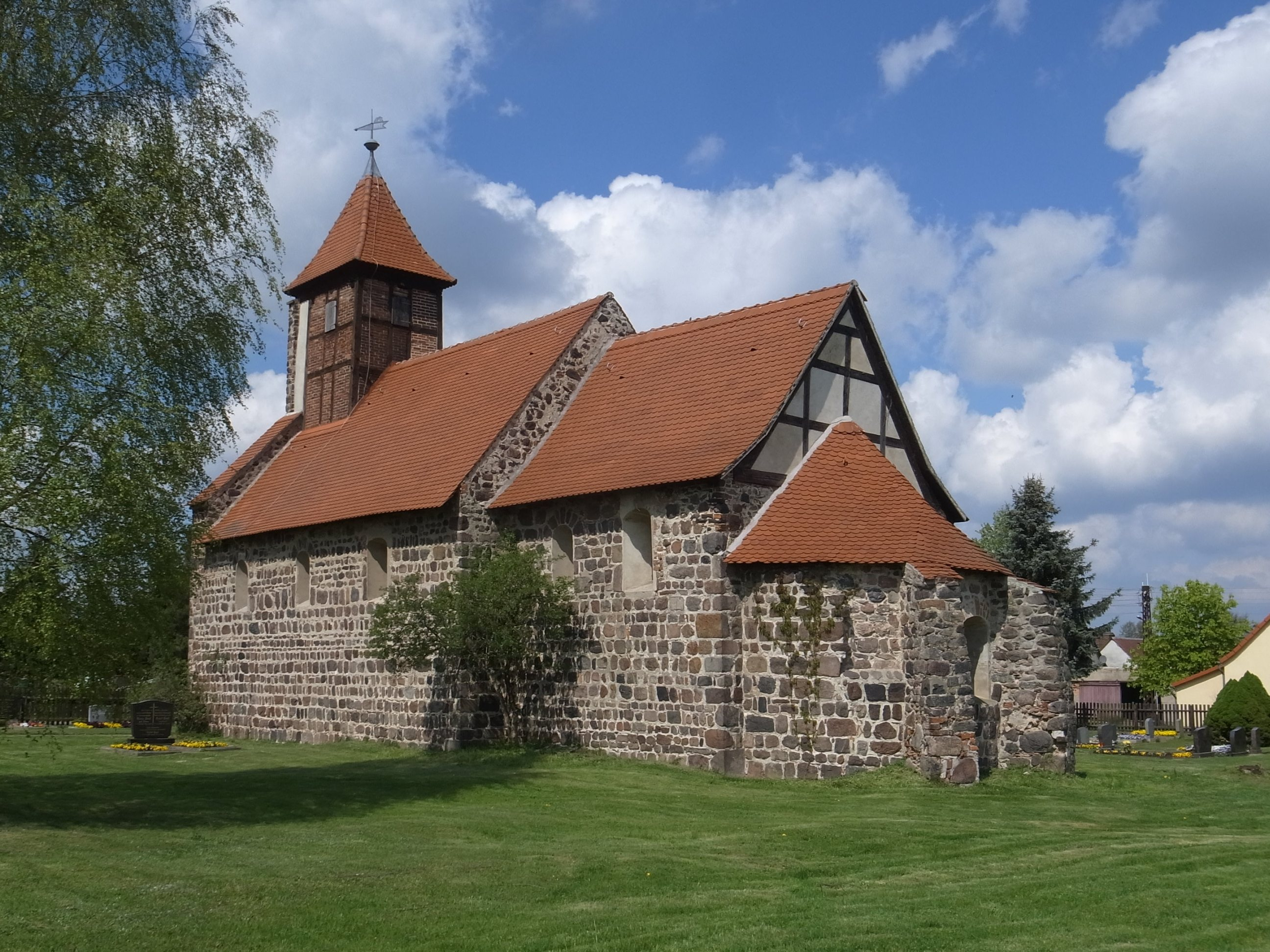
Церковь Св. Якоби